# 名古屋市交通局FSA形貨車
名古屋市交通局FSA形電車（なごやしこうつうきょくFSAがたでんしゃ）は、かつて名古屋市交通局が保有していた路面電車車両（電動貨車）である。
2両（貨1・貨2）が存在した。

## 概要
1926年（大正15年）、休車となっていた木造単車を交通局で改造した車両であり、種車は1908年（明治41年）から1910年（明治43年）にかけて製造されたSSA形電車の60と118である。
運転台部分を残し、元の客席部分に貨物積載スペース（4648mm×1918mm）を設置し無蓋貨車化。集電装置は車体中央にやぐらを設置して取り付けられた。足回りは25PSモーター（GE800）を2基装備し、台車はブリル21Eを履いていた。

## 運用
戦後は下之一色車庫および浄心車庫に配属され、主に資材運搬用として運用されていたが、1955年（昭和30年）に貨1が廃車となる。
貨2はやぐらの上部に作業員が乗れるように天板が取り付けられ、下之一色線で架線修理及び薬剤散布用の車両として運用されたが、1969年（昭和44年）に下之一色線廃止とともに廃車となる。

## 保存
貨2は廃車後整備され、藤が丘に存在した名古屋市電展示場に保存されていたが、1979年（昭和54年）に展示場が閉鎖されると、東山動植物園に移転展示されていた。しかし老朽化と同園の整備のため、1995年（平成7年）に解体された。一部の部品は現在も名古屋市交通局などで保管されている。

## 車両諸元
- 車長：7,315mm
- 車高：3,394mm
- 車幅：2,057mm
- 積載量：4.0t
- 自重：5.7t
- 台車：ブリル21E
- 電動機：25PS×2